# Segoe
Segoe（シーゴー、シーゴ、[ˈsiːɡoʊ]、SEE-goh）はマイクロソフト社が使用する書体の一つである。

## 概要
マイクロソフト社はSegoeをオンライン、印刷商業媒体の両方で使用しており、Windows VistaやMicrosoft Office 2007、それ以降に発売された同社の製品のロゴなども含まれる。2012年以降、マイクロソフト社はSegoeを同社の社名ロゴに使用している。
加えて、Segoe UIと呼ばれるSegoeの派生フォント群（フォントファミリー）はさまざまなマイクロソフト社の製品で使用されており、Microsoft Office 2007やWindows Live Messenger 2009のような同社製のアプリケーションにもこのフォントが使用されている。英語版のWindows VistaとWindows 7ではデフォルトのシステムフォントとして設定されている。2013年現在、Segoe UIはHotmailに代わるWebメールソフトとして導入されたOutlook.comのユーザーインターフェイスでも使用されている。SegoeおよびSegoe UIはラテン文字、ギリシャ文字、キリル文字およびアラビア文字用のフォントであり、日本語や中国語などのグリフは含まれない。日本語版Windows 7のデフォルトのシステムフォントはメイリオとなっている。
Segoeはもともとモノタイプ・イメージング社（en:Monotype Imaging）により開発されたが、現在その名前はマイクロソフト社が商標を保有している。

## 歴史
Segoeは当時Monotype社に勤めていたスティーブ・マットソンにより考案された。マイクロソフト社はタイプフェースやユーザーインターフェイスのフォントとして使用するライセンス契約を結び、温かみがあって読みやすい文字としてデザインされた。マットソンはSegoeを基にした様々な書体やイタリック体を生み出していた。

### ライセンス論争
2004年、マイクロソフト社はSegoeの特定のフォント及びそのイタリック体フォントをオリジナルのフォントであるとして欧州連合 (EU) で登録商標及びデザイン特許の登録申請を行った。ドイツのフォント製作企業であるLinotype社は、マイクロソフトのSegoe UIがLinotypeの開発したFrutiger（フルティガー）という書体に酷似しているとして抗議した。EUへの特許申請書の中でマイクロソフトは、LinotypeがFrutiger及びその派生フォントを2004年以前に発売していたことを示すことができなかった、と主張した。
EUはマイクロソフトの主張を退け、2006年2月にマイクロソフトの特許申請を却下した。マイクロソフトはこの判決に対して控訴することはなかった。マイクロソフトは現在でもアメリカ合衆国のデザイン特許をさまざまなSegoeをベースとしたフォントに適用している。
同じ時期となる2004年末、6年間Agfaの子会社だったMonotype社はTA Associates社に買収され、会社名をMonotype Imagingと改めて運営することとなった。その後、2006年8月にMonotype ImagingがLinotypeを買収した。マイクロソフトのSegoe特許の正当性に異議を唱えたLinotypeは、当初マイクロソフトにSegoeを許諾したMonotypeの全額出資子会社になった。

上から順に Segoe UI、Frutiger、Segoeの違い

Segoe UIとFrutigerではいくつかの文字で全く違う形を採用しており、Frutigerよりも低解像度のスクリーンにおける使用において大きな違いが反映されるようになっていた。しかし、Ulrich Stiehlは、これらの違いの多くはSegoe UIの新しい版で導入されたものであり初期のSegoe UIはFrutigerに酷似していると指摘した。
2005年11月、マイクロソフト社のタイポグラフィグループを統括していたSimon Danielsは「オリジナルのSegoeフォントはマイクロソフトのため、マイクロソフトの手で作成されたものではなかった。初期のデザインはライセンス契約をしていたMonotype社によるものであり、異なるプロセス、アプリケーションやデバイスへの搭載過程の中で必要に応じてカスタマイズし、フォントの拡充、拡張を行なってきた」と述べた。
2006年4月、マイクロソフト社の広報担当者は次のように述べた。
「Segoeは2000年にAgfa Monotype社によりオリジナルのフォントとして開発されたものである。2003年、我々はオリジナルのSegoeフォントを取得しSegoeの名のついた一群の拡張フォントを開発するためSegoeフォントを使用した。これらの新しいフォントの多くはアメリカ合衆国においてデザイン特許により保護されている。SegoeはFrutiger由来のフォントではない。マイクロソフトはOfficeやWindowsを含むマイクロソフト製品を使用する際にある種のFrutigerフォントを配布可能にできるような最新のライセンスも保有している。SegoeとFrutigerは、はっきりとした違いがある。クローンを行った書体と異なり、Segoeのフォント群はFrutigerの代替として使用できるような互換性を有していない。」
アメリカ合衆国の著作権法の下では、機能テキストフォントの抽象的な文字の形は著作権が適用されず、フォントに含まれるプログラミングコードにのみ著作権法が適用される。これはクローンフォントの作成と配布を可能にした。

## 種類

### Segoe UI
Segoe UIは UI 用に使用されているSegoeフォント群の一つである。Segoe UIはMonotype Imagingが開発した。SegoeをUI用にリメイクしたもの。それまでのTahomaやMac OSにおけるUIフォントであるLucida Grandeとは区別される。
Segoe UIはClearTypeに最適化されている。Windows Vista以降では標準フォントサイズが9ポイントに増えている。
Windows Vistaで、Segoe UIが初めて導入された。ラテン文字、ギリシア文字、キリル文字、アラビア文字を含むUnicode 4.1 coverageが導入されており、合計2843のグリフが含まれている。
Windows 7では、"Segoe UI Light"と"Segoe UI Semibold"が導入された。
Microsoft Office 2013以降をインストールすると、"Segoe UI Semilight"が自動的にインストールされる。

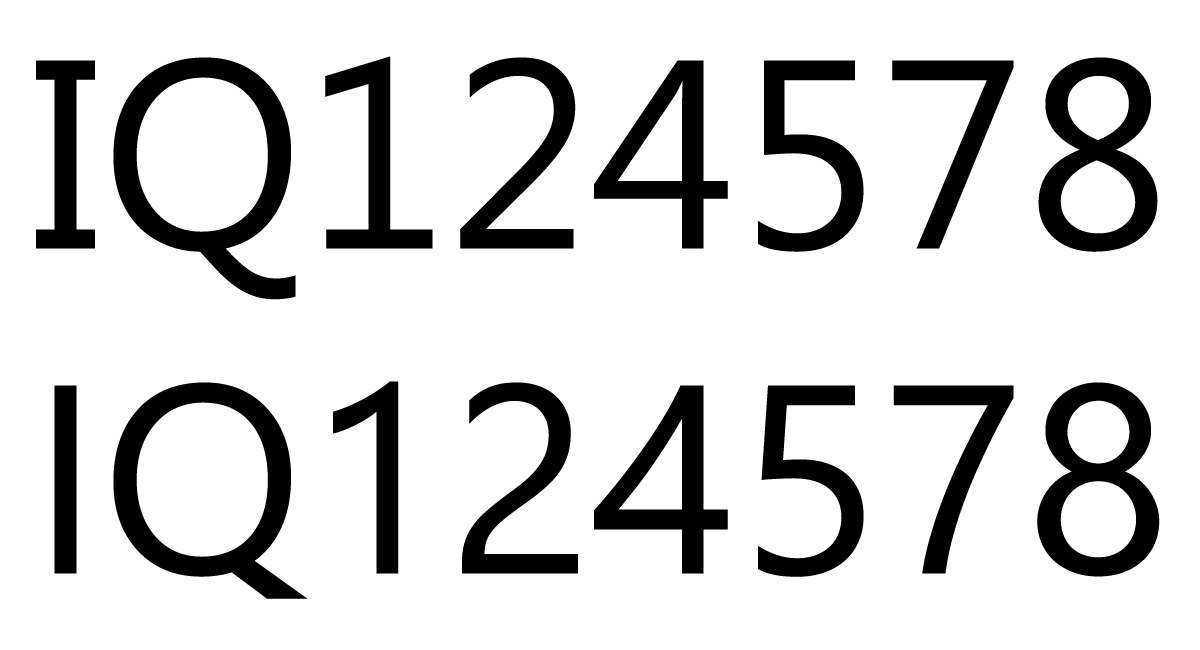
Segoe UIの旧バージョン（上）と新バージョン（下）の明確な違い

Windows 8において、タイポグラフィが大幅に変更され、"Segoe UI Semilight"が導入された。ヘブライ文字、アルメニア文字、グルジア文字、初期キリル文字といった文字が新たにサポートされるようになり、OpenTypeの異体形も含まれた。

#### Segoe UI Mono
Segoe UI MonoはSegoe UIの等幅フォントである。これはラテン文字、ギリシア文字、キリル文字、ヘブライ文字、タイ文字、地図記号などの記号をサポートしている。このフォントは"Regular"と"Bold"の2種類のウェイトフォントがある。イタリック体は実装されていない。

#### Segoe UI  Symbol
Segoe UI Symbolはチェスの駒やカードのスート、ダイス、数学記号、矢印記号、OCR、点字、オガム文字、ルーン文字などのような等幅のSegoe UIを含むフォントである。しかし、これは記号をエンコードしたフォントの代わりに、ここのUnicodeのコードポイントに対して割り当てられた記号を使用したUnicodeでエンコードされたフォントである。
U+2546のグリフが、U+2545と同じになっているバグがある。

#### Segoe UI Variable
Segoe UI Variableは、Windows 10 Insider Preview Build.21376でテスト導入されたフォントで、Segoe UIをVariable Font化した最新バージョンである。

Windows XP向けの単体の"Segoe UI"インストーラーは提供されていないが、Windows Live MessengerやWindows Live メールをインストールした場合、自動的にインストールされる。

### Segoe Print

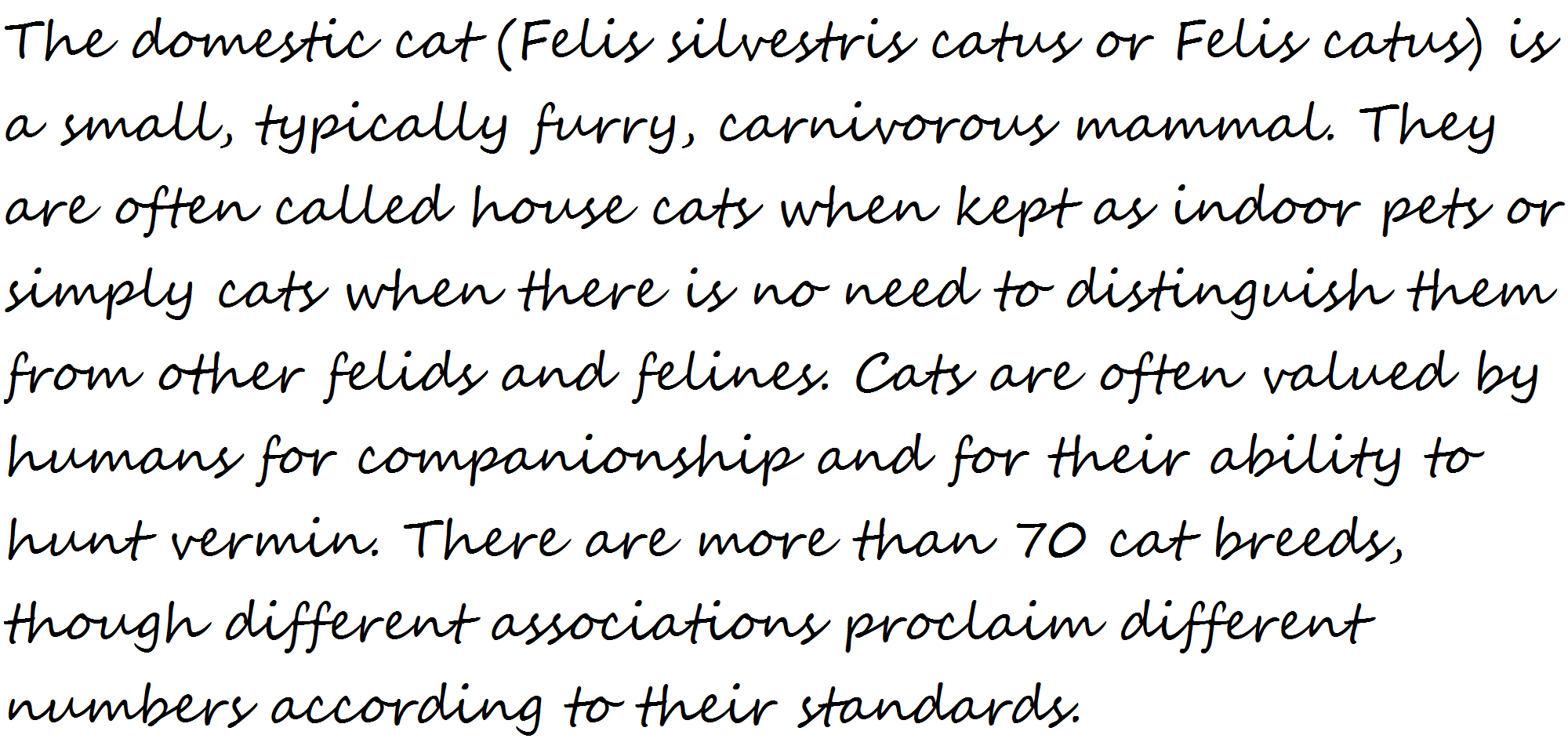
The article of cat in English Wikipedia for sample of Segoe Script

Segoe PrintはMonotype Imagingの社員であったBrian Allenの手書きの書体をベースとしたフォントであり、Carl Crossgrove、James Grieshaber、Karl Leutholdにより開発された。このフォント群は2種類のフォントが含まれ、イタリック体は実装されていないが、WGL character setをサポートしている。Segoe UIと共に、Windows Vistaから導入された。

### Segoe Script
Segoe ScriptはCarl Crossgroveが開発したフォント群で、Brian Allenによる手書きの書体を元に作成されており、筆記体で見られる筆致部分を含んでいる。これはMonotype Imagingにより製品化された。代替OpenType機能を使用することで、実装されていない文字に関しても表記可能になっている。このフォント群は2種類のフォントが含まれ、イタリック体は実装されていないが、WGL character setをサポートしている。Segoe UIと共に、Windows Vistaから導入された。

### Segoe Chess
Segoe Chessはチェスフォントとして使用されるフォントでスティーブ・マットソンとJim Fordがデザインを行った。Microsoft Office 2007、2010に含まれている。

### Segoe Media Center
Segoe Media CenterはWindows Media Centerで使用されているフォントであり、RegularとLightとSemiboldの3種類がある。このフォントはオリジナルのSegoeと似ているが、ClearTypeレンダリングに対して最適化されていない。

### Segoe TV
Segoe TVはMSN TVで使用されているフォントである。サンセリフによる大文字のIや大文字のQにおいて右下に引く線が真っ直ぐであることなどオリジナルのSegoeと非常に似通っている一方で、iやjなどはデザインの一新が行われている。

### Segoe News Symbol
Segoe News Symbolは天気予報や十二星座の記号、カードのスート、ダイス、スターマーク、チェックボックスなど新聞紙で一般的に使用されるような記号を収録したフォントである。

### Segoe WP
Segoe WPはWindows Phone 7で使用されているフォントである。Segoe WPはMicrosoft Visual Studio 2010においても使用されている。

### Zegoe UI
Zegoe UIはZuneで使用されているSegoeと類似したフォントである。

## 他のフォント群

Segoe UIとLeelawadeeを使用した同じ文面の比較

SegoeやSegoe UIによるラテングリフは以下のマイクロソフト社のフォント群にも見ることができる。 マルグンゴシック（韓国語）、微軟正黑體（繁体字）、微軟雅黒（簡体字）、Gisha（ヘブライ文字）、Leelawadee（タイ文字）。Windows 7では、これらに加えてEbrima（ンコ文字、ティフィナグ文字、ヴァイ文字）、Khmer UI（クメール文字）、Lao UI（ラーオ文字）、Microsoft New Tai Lue（新タイ・ルー文字）、Microsoft PhagsPa（パスパ文字）、Microsoft Tai Le（タイ・ルー文字）が実装されている。
これらのフォントでは、いくつかのグリフの形がSegoe UIやFrutiger/Myriadモデルから大幅な変化を遂げており、いくつかの点で手書き文字に近くなっている。GishaやLeelawadeeでは大文字のMは頂点部分が伸びて幅が狭くなり、iやlに上下に横棒がつき、大文字のIはセリフ体でなくなる。これらの文字はSegoe UIイタリック体でも見ることができる。

## 使用
Segoeファミリーは、Windows XP Media Center Edition 2005や、Microsoft Word ViewerやMicrosoft PowerPoint Viewerにも含まれている。
Segoeの初期のバージョン、おそらく評価版がSuSE Linuxの特定のバージョンに含まれている。Monotype社のライセンスの下でSegoeを使用した最初の会社はカナダの電飾看板企業Scalaであった。2005年6月7日、Scalaは「Segoeはライセンス問題のためInfoChannel製品で使用しない」と発言した。ScalaはSegoeフォントの代わりにBitstream Veraフォントを使用した。
Microsoftは「Print Ad for Microsoft Dynamics Business Management Solutions Brief Description」と呼ばれるパッケージをマイクロソフトダウンロードセンターに掲載していた。このパッケージはSegoeのTrueTypeとPostScript Type 1 betaバージョンが含まれていた。